# 니짓켄역
니짓켄역(일본어: 二十軒駅)은 일본 기후현 가카미가하라시에 위치한 나고야 철도 가카미가하라선의 철도역이다. 역 번호는 KG 05이며, 상대식 승강장 2면 2선의 구조를 갖춘 지상역이다.

## 타는 곳
| 1 | ■ 가카미가하라선 | 하행 | 신우누마 · 이누야마 방면     |
| 3 | ■ 가카미가하라선 | 상행 | 미카키노 · 메이테쓰기후 방면 |

## 이용 현황
- 2013년 기준 : 916명

## 역 주변
- 야마다 전기 가카미가하라 점

## 인접 역
| 나고야 철도 가카미가하라선       | 나고야 철도 가카미가하라선 | 나고야 철도 가카미가하라선             |
| -------------------------------- | -------------------------- | -------------------------------------- |
| KG 06 미카키노 메이테쓰기후 방면 | ■ 가카미가하라선           | 메이덴카카미가하라 KG 04 신우누마 방면 |